# Galáxia Anã de Boötes II
A Galáxia Anã de Boötes II (ou Boo II) é uma galáxia anã situada na constelação de Boötes que descoberta em 2007 através dos dados obtidos pelo Sloan Digital Sky Survey. Esta galáxia está localizada a uma distância de cerca de 42 kpc do Sol e se move em direção ao Sol com a velocidade de 120 km/s. É classificada como uma galáxia anã esferoidal (dSph) o que significa que ela tem uma forma aproximadamente arredondada com o raio de meia-luz de cerca de 51 pc.